# Manau

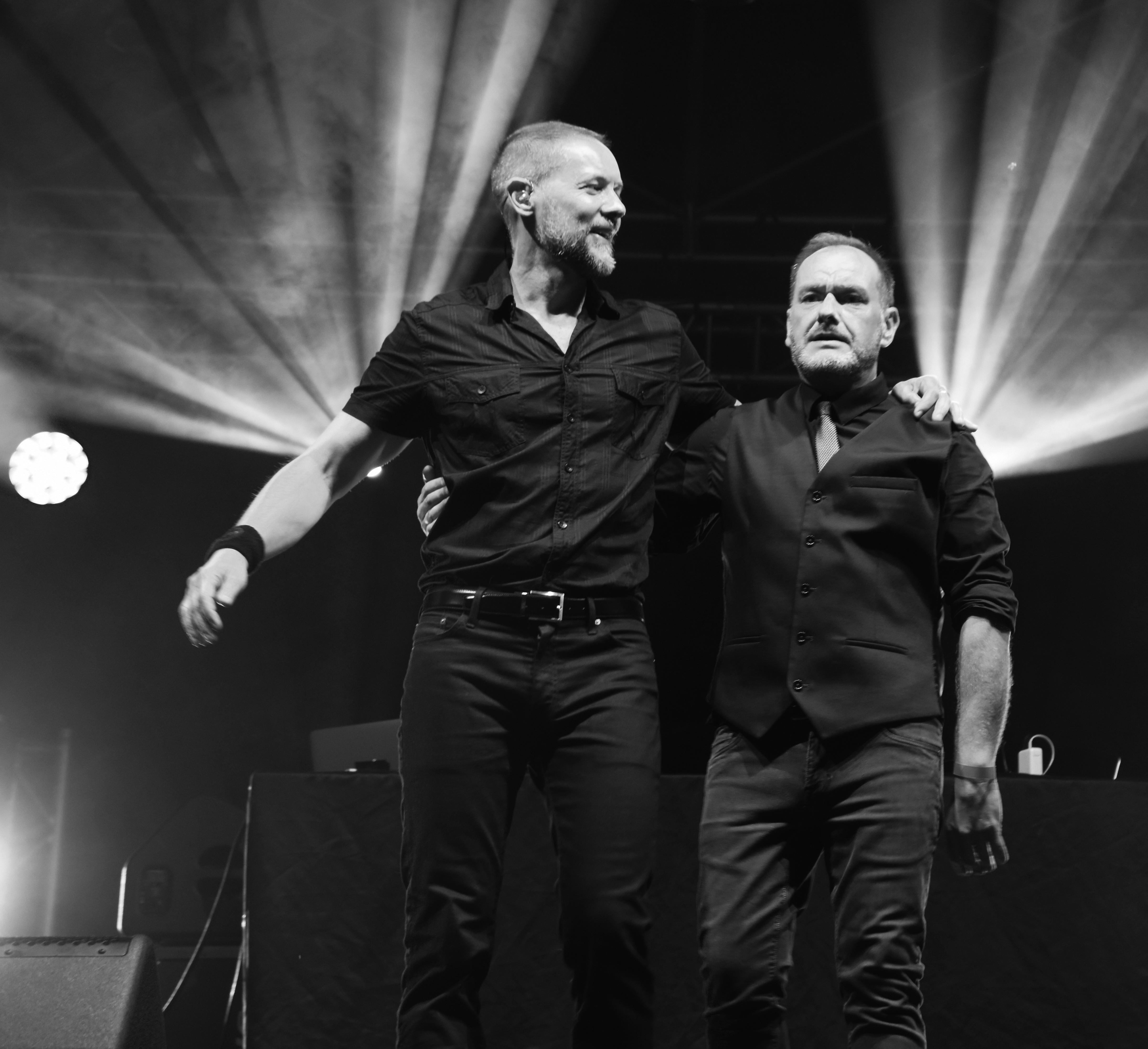
Manau - 2023

Manau est un groupe de rap breton d'inspiration celtique français formé en 1998 autour de Martial Tricoche et Cédric Soubiron. Réputé pour le tube La Tribu de Dana, leur premier album Panique Celtique est récompensé par la Victoire de la musique du « meilleur album rap ou groove de l’année » en 1999.

## Biographie

### Débuts
Martial Tricoche et Cédric Soubiron se rencontrent à Banon, où ils animent pendant deux ans une émission sur une radio locale à la fin des années 1990, avant que Cédric devienne animateur, DJ et programmateur sur la radio Skyrock,,.
Quelques années plus tard, par le biais d'un ami de son grand frère, Martial (d'origine bretonne par sa mère) découvre les livres de Jean Markale et se passionne alors pour les récits légendaires celtiques. Inspiré par L'Épopée celtique d'Irlande, il écrit un rap parlant de « druides qui s'envolaient dans les nuages ». Après qu'il l'a présenté à Cédric (lui aussi d'origine bretonne), celui-ci sample un extrait d'une mélodie à la harpe d'Alan Stivell pour l'accompagner. Martial et Cédric décident d'enregistrer ce morceau. Pour chanter le refrain, ils s'accompagnent d'Hervé Lardic. Également d'origine bretonne, il est alors musicien au sein du groupe Mean While et a été repéré par Cédric à Skyrock. Le titre est envoyé aux maisons de disques et le groupe signe chez Polydor. Ils choisissent de s'appeler Manau, du nom gaélique de l'île de Man.

### La Tribu de Dana
Le premier single du groupe, La Tribu de Dana, est publié en mai 1998, accompagné d'un clip réalisé par François Desagnat, mettant en scène les trois membres du groupe en Bretagne. Le titre rencontre immédiatement un grand succès, se classant no 3 des ventes de singles en France en première semaine, et Manau est alors présenté comme les inventeurs d'un nouveau courant, le « rap celtique ».
Le titre reprend un sample de la chanson Tri Martolod, une chanson traditionnelle bretonne. C'est pourquoi pendant l'été, La Tribu de Dana se retrouve au cœur d'une affaire de plagiat. En effet, lorsque Manau a demandé à Alan Stivell de sampler sa harpe (propre à sa version de Tri Martolod), celui-ci a refusé, devant l'utilisation qui en était faite dans la chanson, se disant même « choqué » d'avoir été mis devant le fait accompli,,. Néanmoins, un accord à l'amiable est finalement trouvé pour éviter un procès. Cela n'empêche aucunement le titre de poursuivre son succès. Fin juin, La Tribu de Dana atteint la première place des ventes en France, un classement qu'il va occuper pendant douze semaines consécutives. En fin d'exploitation, le single sera resté 23 semaines consécutives dans le top 3.
La Tribu de Dana est certifié disque de diamant en quatre mois et se vend à près de 1 500 000 exemplaires. Il est ainsi le deuxième single le plus vendu en 1998, après Belle de la comédie musicale Notre-Dame de Paris. Le titre se classe également dans les classements notamment en Belgique, au Québec et en Allemagne. Aux Pays-Bas, il reste dix semaines dans les dix meilleures ventes du pays, atteignant même la deuxième place en octobre 1998.
En juin 1999, la Sacem décerne le prix Vincent-Scotto à La Tribu de Dana, qui récompense la meilleure chanson populaire de l'année.

### Panique celtique
Devant cet engouement populaire, Polydor demande au groupe d'enregistrer leur premier album. Initialement prévu pour janvier 1999, il est ainsi avancé à juillet 1998. Intitulé Panique celtique, il est composé de onze titres alternant des évocations des cultures bretonne et celtique (Panique celtique, Un mauvais dieu, Le chien du forgeron...) avec des chansons plus « réalistes » évoquant l'extrême droite (L'Avenir est un long passé) ou la délinquance (La Confession). Réalisé par Loïc Taillebrest, il comporte une participation d'Anne-Gaëlle Bisquay des Têtes Raides et des samples du groupe Ar Re Yaouank.
En désaccord avec la direction prise par le groupe, Hervé Lardic quitte Manau. C'est donc à deux que Martial et Cédric apparaissent dans leur deuxième clip, Panique celtique, diffusé dès le mois d'août 1998. Lorsque le single sort en septembre, La Tribu de Dana est encore no 2 des ventes et, logiquement, ce deuxième single a un parcours plus discret dans les charts. Classé trois semaines dans les dix meilleures ventes de singles en France, il est tout de même certifié disque d'argent, pour environ 100 000 exemplaires vendus.
En novembre 1998, Manau apparaît sur la compilation Ensemble pour la recherche contre le SIDA (et dans l'émission de télévision associée) avec un titre inédit : Le Retour du Roi. Quelques semaines plus tard paraît le single Mais qui est la belette?, dans une version remixée par rapport à celle de l'album. Reprenant l'air et le refrain d'une chanson traditionnelle bretonne, La Jument de Michao, qui avait été popularisée par Tri Yann, le single confirme l'image festive du groupe et rencontre à son tour le succès, en approchant des 500 000 ventes en France (certifié disque d'or). Le single est classé no 1 des ventes en France et en Belgique.

### Victoires de la Musique et tournée
L'année 1999 commence avec trois nominations du groupe aux Victoires de la Musique : chanson de l'année, groupe ou artiste révélation de l'année et album rap/groove de l'année (catégorie qui fait son apparition cette année-là). Les deux premières récompenses leur échappent (respectivement attribuées à Belle et à Faudel), mais ils remportent le dernier prix, créant un certain malaise alors qu'ils étaient nommés face à des noms réputés du hip-hop, comme NTM ou MC Solaar. Eux-mêmes, d'ailleurs, s'estiment gênés par cette Victoire, pensant relever davantage de la variété que du rap.
Mais ce début d'année représente surtout une nouvelle étape de leur carrière : la scène. Manau était déjà à l'affiche de la tournée Ricard en juillet 1998 et en première partie de Tri Yann en août, mais leur première « vraie » série de concerts débute à l'Olympia en mars 1999, dans un décor de folklore celtique, mêlant dolmens ou joueurs de cornemuse en kilt. Cette tournée permet à Manau de passer dans différents Zénith de France (dont deux fois à Paris) et compte finalement 120 dates dont un passage aux Francofolies de La Rochelle.
Parallèlement, la promotion de l'album se poursuit et deux nouveaux singles en sont extraits. En avril, c'est d'abord L'Avenir est un long passé. Déjà proposé en « face B » de La Tribu de Dana, il s'agit d'une nouvelle version qui s'éloigne des sonorités celtiques auxquelles le public est désormais habitué. En juillet, enfin, La Confession est le cinquième et dernier single extrait de l'album. Là encore détaché de toute référence celtique, le clip est illustré d'images de la tournée. Ces deux singles connaissent des parcours plus discrets dans les charts mais contribuent au succès de la tournée et à celui de l'album, qui ne se dément pas. Ainsi, un an après sa sortie, l'album Panique celtique est certifié disque de diamant. Il sera resté, au total, 62 semaines consécutives parmi les vingt meilleures ventes d'albums en France (dont cinq semaines à la première place), cumulant plus d'un million de ventes.
L'album entre également dans les classements des meilleures ventes notamment en Belgique, en Suisse, au Québec, en Allemagne, et aux Pays-Bas. Fin 1998, il pointe à la onzième place du classement des meilleures ventes de disques français à l'international.

### DeFest noz de Panameaux premiers pas solo
Le groupe est de retour à la rentrée 2000 avec le titre Tout le monde... (...a besoin de tout le monde). Le clip, situé en plein cœur des États-Unis, confirme une volonté de s'éloigner des sonorités strictement celtiques, tout en renouant avec les chansons entraînantes qui avaient fait le succès du groupe. Le single, qui sort début novembre 2000, se vend à environ 100 000 exemplaires (certifié disque d'argent).
Lancé une semaine plus tôt, l'album Fest Noz de Paname confirme cette nouvelle direction artistique. Les textes humoristiques (Faut pas faire chier Mémé) alternent avec d'autres plus sérieux (Un type bien, évoquant la bombe atomique sur Hiroshima). Surtout, l'album est plus varié musicalement que son prédécesseur, avec des sonorités de guinguettes (Fest noz de Paname) ou plus jazzy (Je jazz les couleurs). Signe de cette ouverture, on y trouve des collaborations avec Maurane et Dee Dee Bridgewater. Loin de remporter le succès de Panique celtique, ce deuxième album est néanmoins certifié disque d'or, pour environ 100 000 ventes, et reste classé neuf semaines dans les cinquante meilleures ventes d'albums en France. L'album connaît également un parcours plus modeste dans les classements en Wallonie ou en Suisse (où il reste néanmoins huit semaines parmi les cinquante meilleures ventes).
Le groupe profite néanmoins de la tournée Ricard Live Music pour proposer une série de quinze concerts gratuits en France, au cours des mois de mai et juin 2001, en compagnie de Faudel. En juin, un nouveau single est également lancé, Fest noz de Paname, mais ne rencontre pas le succès. Un troisième titre est extrait de l'album, J'dédicace, mais n'est pas commercialisé et ni accompagné d'un clip. Le groupe Manau marque alors une pause et, début 2003, Martial réalise un premier album solo, intitulé Premier Pas. Il est accompagné de deux singles (non commercialisés, sans clips) : Mytho du ghetto et Cette fille. Martial profite de cette expérience pour se consacrer au hip hop, sans influences celtiques. Cet album ne rencontre pas le succès auprès du grand public.

### Retour
Le groupe se reforme en 2005, après quatre ans d'absence médiatique, avec un troisième album, On peut tous rêver, publié le 10 janvier 2005. Sur le plan musical, cet album marque la présence d'une nouvelle équipe au sein du groupe. Lancé presque sans promotion et un premier clip très sobre et peu diffusé (Con j'pense), cet album connaît une carrière très rapide dans les charts, avec seulement cinq semaines de présence dans le Top 200 Albums. Le deuxième single, On peut tous rêver, n'est pas commercialisé. Les rares apparitions télévisées du groupe consistent alors exclusivement à des chansons extraites de Panique celtique. Malgré tout, une nouvelle tournée emmène le groupe en France, Suisse, Belgique et République tchèque pendant le printemps, l’été et l’automne 2006.
Début 2007, Cédric Soubiron, un des membres fondateurs du groupe, décide de se retirer du monde de la musique – et donc de Manau – pour prendre des cours de comédie. Après avoir ouvert une poissonnerie à Bagnolet, il a ainsi obtenu un brevet de Comédie et d'Art dramatique (mention très bien) au Cours Florent.
Martial réapparaît donc seul en juin 2007, avec un titre inédit, Meuhnumental. Composée par l'ex-Martin Circus Alain Pewzner (mais toujours écrit par Martial), cette chanson, qui se détache du style habituel du groupe, sert de générique de fin à Intervilles pendant tout l’été. Dès lors, Manau et Martial se confondent. Ainsi, le best-of publié le 12 novembre 2007 compile à la fois des titres extraits des trois albums de Manau et d'autres issus de Premier pas, auxquels s'ajoutent, pour seuls inédits, un remix de Cheguevarap et un medley. Cet album célèbre le dixième anniversaire du groupe – la séance photo qui l'illustre met en scène Martial avec un gâteau d'anniversaire – mais il marque également la fin de la collaboration de Manau avec Universal.

### Nouveau départ
Un nouvel album solo de Martial est prévu, Seul et en silence, et quelques titres sont enregistrés mais il ne voit finalement pas le jour. Après une pause pendant l'année 2008, un nouveau clip est lancé sur internet début 2009: Tic Tac. Martial continue d'écrire de nouveaux titres, qu'il présente au cours des différents concerts que le groupe continue de donner, devant un public fidèle.
Pourtant, le 12 décembre 2011, Manau sort son quatrième album, Panique celtique II, le village, regroupant onze titres complètement inédits. Cet album marque les premiers pas de Martial en tant qu'auteur-compositeur complet, qui se place comme un observateur des habitants d'un village médiéval. Vendu en ligne et auto-produit, il est accompagné de quatre clips diffusés sur internet (Le curé et les loups, La Rumeur, La Sorcière, L'Ami) et d'une nouvelle tournée en 2012/2013. Panique celtique II, le village se verra ensuite comme le cinquième album puisque l'album Seul et en silence produit en 2007 sortira quand même en 2013 en même temps que Fantasy.
Le 19 mars 2013, sur sa page Facebook, Martial Tricoche annonce un cinquième album, intitulé Fantasy, pour le 7 novembre 2013. Fantasy se verra ensuite comme le sixième album puisque l'album Seul et en silence produit en 2007 sortira quand même en 2013 en même temps que Fantasy. Pendant la sortie de Fantasy, l'album Seul et en silence, prévu pour 2007, est offert aux 1000 premières précommandes, puis mis en vente. En 2014, Martial Tricoche annonce la sortie d'un septième album pour 2015, intitulé Celtique d'aujourd'hui, contenant le single éponyme Celtique d'aujourd'hui et Le Chant du coq. Celui-ci sortira le 27 novembre 2015 après plusieurs clips publiés sur YouTube (Dansons le 23 janvier, tourné à Paimpol ; J'ai laissé là-bas le 13 mars; Sucette le 15 mai, tourné à Plurien dans les Côtes-d'Armor ; Ces mondes enchantés le 21 août).

### Deuxième retour
Trois ans après, le 27 mars 2018, Cédric Soubiron est de retour et Manau sort un single intitulé Ma Reine et un clip du même titre. La chanson a été produite par Sherpah Productions. Le nouvel album de Manau, Nouvelle Vague, est composé d'une dizaine de titres et sort en novembre 2019.
À la suite de la sortie de Nouvelle Vague, Martial annonce l'arrivée d'un autre album produit en parallèle pour 2020. Panique celtique 3 sort le 3 novembre 2020 et confirme le retour de Cédric Soubiron dans le groupe, bien qu'il n'ait pas participé à l'écriture des paroles sur cet album.
La crise sanitaire lié à la pandémie de Covid-19 bouscule l'agenda scénique du groupe, qui ne reprend les concerts qu'en novembre 2021 après deux ans d'interruption.

### Requiem pour un celte
Le 21 octobre 2023, Manau sort le single Le vieux druide accompagné d'un clip.
Le 21 novembre 2023, le groupe revient avec l'album Requiem pour un celte.

## Thèmes abordés
Dans leur premier album, Panique celtique, la musique aborde différents thèmes. Plusieurs pistes s’inscrivent dans des récits épiques ayant pour cadre la Bretagne ancienne et la mythologie celtique, narrant par exemple les exploits d’un guerrier dans La tribu de Dana, certains aspects d’une culture celtique dans Le chant des Druides, Le chien du forgeron ou encore Un mauvais Dieu[réf. nécessaire].
D’autres pistes abordent des faits de société actuels, comme le pacifisme, l'absurdité de la guerre et le racisme dans la chanson L’Avenir est un long passé[réf. nécessaire]. Dans l’ensemble des chansons un amour de la Bretagne est mis en avant à plusieurs reprises. Par la suite, le folklore breton a été mis de côté pour des thèmes universels, comme la tolérance et la justice[réf. nécessaire].
L'album le plus récent Requiem pour un celte évoque essentiellement un univers épique, druidique, celtique et mégalithique. Les trois clips qui l'accompagnent, réalisés par Konan Mevel, également musicien de scène du groupe, font la part belle à un univers tribal et celte.

## Membres actuels
- Martial Tricoche - chant, textes, composition, programmation (depuis 1998)
- Cédric Soubiron - composition, programmation, chant (jusqu'en 2007 - Puis à partir de 2018)
- Laurent Méliz - composition, mixage (depuis 2013), réalisation des clips (depuis Le Chant du coq)
- Konan Mevel - flute, cornemuse, guitare électronique
- Colin Faverjon - violon

## Anciens membres
- Hervé Lardic - chant, composition (jusqu'en 1999)
- Loïc Taillebrest - cornemuse, bombarde sur Panique celtique
- Grégor Grandon - violon, compositeur
- Bruno Le Rouzic - cornemuse

## Discographie
- 1998 : Panique celtique
- 2000 : Fest Noz de Paname
- 2003 : Premier Pas (Martial - Son premier album solo)
- 2005 : On peut tous rêver
- 2007 : Best of
- 2007 : Seul et en silence
- 2011 : Panique celtique II, le village
- 2013 : Fantasy
- 2015 : Celtique d'aujourd'hui
- 2019 : Nouvelle vague
- 2020 : Panique celtique 3
- 2023 : Requiem pour un celte